# Quinto Lucrezio Vespillone
Quinto Lucrezio Vespillone (in latino Quintus Lucretius Vespillo; ... – post 19 a.C.) è stato un politico e militare romano.

## Biografia
Lucrezio nacque dall'omonimo senatore Quinto Lucrezio Vespillone, che fu proscritto durante la dittatura di Silla ed ucciso mentre cercava di fuggire dalla città di Roma.
Lucrezio servì durante la guerra civile tra Cesare e Pompeo sotto quest'ultimo: nel 48 a.C. era a capo di diciotto navi asiatiche al porto di Oricum. Nel 43 a.C. venne proscritto dai triumviri ma, grazie all'aiuto della moglie Curia, riuscì a restare nascosto a Roma scampando l'esilio o la morte che erano toccati a molti altri proscritti e riuscendo a ottenere il perdono.
Nel 20 a.C. il console designato per l'anno successivo era Gaio Senzio Saturnino, ma il secondo seggio consolare era vacante poiché Augusto lo aveva rifiutato. A Roma, allora, iniziarono ad esserci assassinii e misfatti tra i senatori, tanto che si arrivò al punto da assegnare una scorta al console designato. Saturnino decise di risolvere la situazione inviando degli ambasciatori ad Augusto, che si trovava ad Atene, e questi decise di nominare console uno di quegli stessi legati, Lucrezio.
Viene descritto da Cicerone come un oratore «acuto ed esperto di diritto nelle cause private»